# Kiwi północny
Kiwi północny, kiwi Mantella (Apteryx mantelli) – gatunek nielotnego ptaka z rodziny kiwi (Apterygidae). Endemit; zasiedla około dwie trzecie powierzchni Wyspy Północnej w Nowej Zelandii oraz kilka małych sąsiednich wysp, gdzie został introdukowany w celach ochronnych. Narażony na wyginięcie.

## Taksonomia
Jest to gatunek monotypowy. Dawniej bywał niekiedy uznawany za podgatunek kiwi brunatnego (Apteryx australis).

## Charakterystyka
Długość ciała 50–65 cm, długość dzioba samic 130–205 mm, samców 110–155 mm; masa ciała samic 2060–3850 g, samców 1440–3060 g. Cechami charakterystycznymi dla tego gatunku kiwi są: długi i lekko zagięty dziób z nozdrzami w okolicy końca; specyficzny stożkowy kształt korpusu ze względu na zredukowaną klatkę piersiową; wąska, ale silna szyja i stosunkowo mała głowa; mocne, muskularne nogi, które stanowią ⅓ całej masy ciała; małe oczy, duże otwory uszne oraz wiele długich szczecinek rozmieszczonych na głowie. Skrzydła są niewielkie (40–50 mm), kończą się pazurami. Nie ma zewnętrznego ogona. Ten gatunek kiwi charakteryzuje się niezwykłą odpornością; przystosowuje się do różnego typu środowisk, m.in. sztucznie sadzonych lasów oraz pól. Upierzenie koloru czerwono-brązowego, włosokształtne. Jest to ptak nocny, na legowisko wybiera puste pnie drzew, gęste paprocie lub nory. Często zmienia miejsce grzędowania, ale czasami wraca do poprzednich. Unika rażącego światła i obserwacje osobników w niewoli, jak i na wolności wskazują, iż radzi sobie gorzej niż sowy w ciągu dnia; być może ma wzrok podobny do wzroku kreta. Ma doskonale rozwinięty zmysł węchu, który pozwala mu znaleźć jedzenie, składające się głównie z robaków, pająków, innych bezkręgowców i owoców znalezionych na ziemi, ale także małych węgorzy i okazjonalnie żab. Jego dziób posiada specjalny organ, przy pomocy którego kiwi potrafi wykryć wibracje wytwarzane przez drążące w ziemi bezkręgowce. Zasięg jego występowania wynosi 38 500 km².

## Rozmnażanie
Osobniki męskie posiadają dobrze wykształcony, muskularny penis, a osobniki żeńskie posiadają łechtaczkę. Wiek dojrzałości płciowej jest nieznany. Kiedy kiwi dobiorą się w pary, zaczynają budować gniazdo ok. 2 miesiące przed złożeniem jaja. Czas składania jaj obejmuje miesiące pomiędzy czerwcem a lutym, aczkolwiek ani światło, ani temperatura nie mają wpływu na ten okres. W niewoli osobniki żeńskie mogą złożyć nawet 5 jaj w jednym sezonie, jednak w dziczy zazwyczaj jest to jedno lub dwa jaja na sezon. Jaja wysiaduje osobnik męski. Okres inkubacji trwa około 80 dni. Jaja kiwi cechuje największa zawartość energii wśród jaj o podobnym rozmiarze oraz największy rozmiar w stosunku do wielkości dorosłego osobnika. Młode wykluwają się całkowicie pokryte piórami i już po tygodniu samodzielnie opuszczają gniazdo.

## Status, zagrożenia i ochrona
Międzynarodowa Unia Ochrony Przyrody (IUCN) od 2017 roku uznaje kiwi północnego za gatunek narażony (VU – Vulnerable); wcześniej klasyfikowano go jako gatunek zagrożony (EN – Endangered). Liczebność populacji szacuje się na 10–20 tysięcy dorosłych osobników. Trend liczebności populacji uznaje się obecnie (2017) za stabilny dzięki różnego rodzaju działaniom ochronnym. Szacuje się, że w lokalizacjach niechronionych czynnie przez człowieka liczebność spada o około 2,5% rocznie.
Średnia długość życia wynosi 30 lat, jednak z powodu zagrożeń wiele osobników ginie przed 14 rokiem życia. Zagrożeniem dla dorosłych osobników są głównie psy domowe (Canis familiaris) i fretki domowe (Mustela furo), dla młodych (poniżej 1 kg) – gronostaje (Mustela erminea) i koty domowe (Felis catus). 94% piskląt umiera przed osiągnięciem dojrzałości.
Prowadzony jest skoordynowany monitoring populacji kiwi północnego. Liczebność zagrażających mu ssaczych drapieżników ogranicza się poprzez podkładanie zatrutych przynęt oraz chwytanie w pułapki. Od 1995 roku prowadzony jest program Operation Nest Egg (ONE lub BNZONE) – zabiera się jaja, inkubuje je w specjalnie utworzonej do tego celu placówce, a na wolność wypuszcza się odchowane osobniki, zdolne stawić czoła drapieżnikom. Ponadto przesiedla się część osobników na niewielkie, wolne od drapieżników wyspy, oraz na stanowiska na Wyspie Północnej, gdzie nie ma drapieżników lub ich liczebność jest bardzo niska.

## Populacja
| Lokalizacja           | Liczba (osobników dorosłych) | Data | Trend               |
| --------------------- | ---------------------------- | ---- | ------------------- |
| Wyspa Północna        | 25 000                       | 2008 | spadek – 4% rocznie |
| Wyspa Little Barrier  | 1000                         | 1996 | stabilna            |
| Wyspa Ponui           |                              |      | stabilna            |
| Wyspa Kapiti          |                              |      | stabilna            |
| Wyspa Kawau           |                              |      | stabilna            |
| Razem (Nowa Zelandia) | 35 000                       | 1996 | spadek – 2% rocznie |